# Pol Le Roy
Leopold (Pol) Jozef Maria Le Roy (Hingene, 1 maart 1905 - Bornem, 17 oktober 1983) was een Vlaams dichter en collaborateur tijdens de Tweede Wereldoorlog.

## Levensloop
Le Roy volgde middelbaar onderwijs in de Broederschool (Bornem) en het Klein Seminarie in Mechelen. Hij ontpopte zich als een talentrijk redenaar met een sterke politieke interesse. Hij werd voorzitter van de Vlaamsgezinde studentenbond van Klein-Brabant Leven is streven.
Hij volgde een paar jaar de cursussen van de faculteit handels- en consulaire wetenschappen aan de KU Leuven. Hij gaf ook Latijnse les aan de novicen van de paters conventuelen (1927-1928).
Tijdens zijn Leuvense jaren was hij actief in de studentenclub De Rupelgalm, voorzitter van de Antwerpse Gouwbond, redactiesecretaris van Ons Leven, het orgaan van het Katholiek Vlaams Hoogstudentenverbond (KVHV), bestuurslid van het KVHV en raadslid van het Dietsch Studenten Verbond. Zijn vele activiteiten waren er oorzaak van dat hij niet slaagde voor zijn examens.
In 1928-1930 was hij boekhouder en van toen af stortte hij zich in de politiek. Vlaams-nationalist geworden, onder invloed van Cyriel Verschaeve en Wies Moens, richtte hij samen met Ward Hermans Vlaams-Nationale Wachten op in Klein-Brabant. In 1930 werd hij gewestsecretaris van het Vlaams Nationaal Vakverbond voor het arrondissement Oudenaarde-Ronse.
In 1931 leerde hij Joris van Severen kennen en trad onmiddellijk toe tot het Verdinaso. Hij werd algemeen secretaris van het Verbond van Nationale Arbeiderssyndicaten, dat bij het Verdinaso aanleunde. In 1934 werd deze organisatie ontbonden, maar Le Roy richtte onmiddellijk het Verbond van Dinaso Corporaties op, waarvan hij de leider werd. Hij werd lid van het hoofdbestuur van het Verdinaso en verving Van Severen als leider toen die een tijd ziek was.
Hij publiceerde verschillende brochures over nationaal-solidarisme, corporatieve orde en Verdinaso. Zijn ideeën leunden sterk aan bij die van Charles Maurras.
Op 13 mei 1940 werd hij gearresteerd en, zoals Van Severen, naar Frankrijk gevoerd. Tijdens de zomer kwam hij terug uit het interneringskamp van Saint-Cyprien en hernam hij zijn activiteiten voor het Verdinaso. Toen er, onder druk van de bezetter, concentratiebewegingen plaatsvonden, ging zijn sympathie uit naar de Algemeene SS-Vlaanderen. Het werd echter een aansluiting bij de Eenheidsbeweging VNV. Hij werd lid van de hoofdleiding en werd hoofdredacteur van De Nationaal-Socialist. Er ontstonden echter conflicten en hij nam in september 1941 ontslag.
Hij trad toen toe tot de DeVlag en werd er propagandaleider. In oktober 1943 nam hij de leiding van de afdeling 'Scholing'.
In september 1944 vluchtte hij naar Duitsland. Hij zetelde er in de Vlaamsche Landsleiding als verantwoordelijke voor de propaganda. In mei 1945 werd hij in Lüneburg gearresteerd. In oktober 1947 werd hij ter dood veroordeeld en in juli 1948 werd hij begenadigd door de liberale minister Albert Lilar. Hij kreeg in 1950 strafvermindering, door tussenkomsten van zijn vroegere Dinasovrienden, de CVP'er geworden Frantz Van Dorpe en Willem Melis. In september 1951 kwam hij vrij.
Hij werd niet meer politiek actief en werd vertaler, onder meer voor de CVP en voor de Koninklijke Automobilistenbond. Hij was ook poëzierecensent van het mandblad De Periscoop (1958-1970).

## Dichter
Sterk beïnvloed door Paul van Ostaijen en Wies Moens en later door het surrealisme, publiceerde Le Roy dichtbundels, de eerste in 1928, en later nog tot op hoge leeftijd. Hij verwees graag naar esoterische en mystieke achtergronden. Hij dichtte ook in het Frans.

## Privé
Hij trouwde met Laura, die dertig was toen ze in 1939 plots overleed. Ze hadden twee dochters.
Hij hertrouwde in 1940 met de Antwerpse Regina Lamoen.

## Eerbetoon
- Blanka Gijselenprijs voor Va Banque (1965)
- Dr. Philipsenprijs voor 'Spel en spiegel'
- Huldiging in zijn geboorteplaats Hingene
- Prijs van de provincie Antwerpen voor zijn gehele oeuvre

## Publicaties

### Politiek
- Verbond van Dietsche Nationaalsolidaristen: programma (1932)
- Wat is en wat wil het Dinaso? Een eerste antwoord (1932)
- Wat is en wat wil het Dinaso (1933)
- Alarm over het land (1936)
- Orde in België (1937)
- Le Verdinaso et le Problème de l'Ordre corporatif (1938)
- De DeVlag, van kultuurbeweging tot Partij (1940-1944) (1984, onuitgegeven)

### Poëzie
- De Zaalge Roede, Sint-Amands-aan-de-Schelde, (1928)
- Getuigenissen, Oude God, Die Poorte (1941)
- Modulaties, Brussel, Steelandt (1943)
- Vuur Zingt, Brussel, Steelandt (1943)
- Lucifer, Lier, Colibrant (1952)
- Geboorte der poëzie, Antwerpen, G. De Batist
- Niet voor Bonifacius ..., Antwerpen, De Berk (1952)
- Regina, Lier, Colibrant(1954)
- Lava (1957), Drongen, Colibrant
- Météorologique, Paris, La Proue (1961)
- Tellurisch, Lier, Colibrant (1963)
- Een hand, een ster, Hasselt, Heideland (1965)
- Spel en Spiegel, Antwerpen, De Roerdomp (1967)
- Weergalm, Antwerpen, De Roerdomp (1970)
- De Stroom, Antwerpen, De Roerdomp (1971)
- Nous dénudant, nos Iris..., Brussel, Zenit (1972)
- Evenwicht, Antwerpen, De Roerdomp (1974)
- Bergkristal, Antwerpen, De Roerdomp (1976)
- De wakende, Tielt, Lannoo (1979)
- Verzamelde gedichten, Brugge, Orion (1980)
- Late Zwaluwen, Tielt, Veys (1984)